# Преддоговорная ответственность
Преддоговорная ответственность — это институт гражданского права, вид гражданско-правовой ответственности за убытки, причиненные на стадии ведения переговоров и заключении договора вследствие ненадлежащего исполнения контрагентом потерпевшего своих преддоговорных обязанностей (прежде всего — обязанности позитивного информирования контрагента о свойствах и качествах объекта договора, отсутствия намерения заключать договор).
В законодательстве Российской Федерации присутствует понятие преддоговорной ответственности, что, однако, не является безусловным свидетельством невозможности формирования концепции преддоговорной ответственности, применимой и к действующему нормативному массиву. Институт преддоговорной ответственности предлагается ввести авторами Концепции развития гражданского законодательства. Так, в п. 7.7 Раздела V Концепции отмечается: «В целях предотвращения недобросовестного поведения на стадии переговоров о заключении договора в ГК следует для отношений, связанных с осуществлением предпринимательской деятельности, предусмотреть специальные правила о так называемой преддоговорной ответственности (culpa in contrahendo), ориентируясь на соответствующие правила ряда иностранных правопорядков».
Существуют значительные расхождения мнений о том, относится ли преддоговорная ответственность договорной или деликтной.

## ДоктринаCulpa in contrahendoв гражданском праве
В цивилистической (цивилизм) доктрине континентально-европейских государств институт ответственности за вину, допущенную в ходе переговоров о заключении договора, на сегодняшний день объединяет все случаи, когда в результате недобросовестного поведения одной из сторон при заключении договора другая сторона терпит убытки. Обязанность возместить такие убытки признается независимо от того, каким именно образом вина в переговорах повлияла на дальнейшие отношения сторон, в том числе от действительности заключенного впоследствии договора и даже от факта его заключения, поскольку убытки могут быть вызваны и отказом одного из контрагентов от продолжения переговоров или заключения договора, если другая сторона, основываясь на предшествующем поведении своего делового партнёра, имела основания полагать, что переговоры увенчаются заключением договора.
Такая общая ответственность за вину в переговорах признается законодательством и доктриной ФРГ (абз. 2 § 311 BGB), Австрии (в тексте ABGB отсутствует единое основание ответственности за culpa in contrahendo; общая обязанность возмещения убытков выводится доктриной на основании ряда отдельных положений, предусматривающих ответственность за отдельные случаи culpa in contrahendo), Швейцарии (единое основание ответственности за culpa in contrahendo также выводится доктриной), Греции (ст. 197 и 198 ГК Греции 1940 г.), Франции (ответственность за culpa in contrahendo признана доктриной в отсутствие общего правила, которое содержалось бы в ФГК) и Италии (ст. 1337 и 1338 ГК Италии 1942 г.), и представить себе договорное право этих государств без института преддоговорной ответственности практически невозможно.
Рудольф Иеринг конструирует ответственность за culpa in contrahendo по модели ответственности договорной и полагает возможным предоставить потерпевшей стороне возможность взыскания возмещения понесенных ею убытков с помощью основанного на договоре иска, вследствие чего в рамках его концепции юридически недействительный договор обретает частичное действие.
В качестве предпосылки обязанности возмещения вреда, причиненного на стадии переговоров, Иеринг называет виновность ответчика. Он стремится продемонстрировать, как ему кажется, кардинальные различия, существующие между предложенным им иском о компенсации убытков и теми средствами правовой защиты, которые основываются непосредственно на принципе добросовестности, частным примером которых может выступать иск добросовестного покупателя. По его мнению, ограничения, установленные правом для этого иска, показывают, что добрая совесть ни при каких обстоятельствах не подлежит защите за счет третьего лица. Следовательно, законодательный мотив рассматриваемого им иска нельзя искать в bona fides покупателя, а иск этот вообще не следует рассматривать параллельно с иском действительного покупателя. А поскольку единственным обстоятельством, с которым право связывает возможность возложения на другое лицо обязанности компенсировать убытки, является вина этого последнего, то данное требование нужно признать справедливым и для данного иска, который должен пониматься как иск о возмещении вреда, чем и предопределяется предлагаемое Иерингом основание ответственности — culpa in contrahendo.

### Иеринг о преддоговорной ответственности
Рудольф Иеринг впервые предпринял попытку теоретического осмысления ответственности за вред, причиненный контрагенту при заключении договора. В связи с этим автору необходимо было не только обосновать потребность гражданского оборота в институте ответственности за culpa in contrahendo, но и вписать, встроить этот институт в систему действующего права, продемонстрировать читателю, что решение этой практической проблемы возможно в рамках действующего правопорядка и оно соответствует заложенным в его основу общим принципам, доказать, что «имущественный оборот вовсе не обходился без принципа culpa in contrahendo».
Однако в системе аргументации пандектистики наличие такой нормы в кодификации Нового времени не может рассматриваться как доказательство догматической и теоретической обоснованности института преддоговорной ответственности. Эта цель может быть достигнута только при помощи анализа источников римского права, который бы подтверждал восприятие подобного правила Сводом Юстиниана. Вследствие этого Иеринг обращается к кодификации Юстиниана в поисках следов преддоговорной ответственности. Таким образом, центральное место в догматическом обосновании данной теории занимает вопрос о том, насколько предложенная Р. Иерингом конструкция ответственности за договорную вину, допущенную в преддоговорных отношениях, согласуется с текстами источников римского права, на которых данная доктрина базируется, и насколько обоснованной с точки зрения соответствия тексту и смыслу Кодификации Юстиниана является генерализация такой ответственности, установленной применительно к частным случаям, в один из принципов договорного права, имеющих всеобщее действие.
Он утверждает, что договорный иск о возмещении вреда из недействительного или не достигшего окончательного оформления договора не представлял собой нечто экстраординарное, но был хорошо знаком римским юристам, которые, по его мнению, безусловно признавали преддоговорную ответственность. Поводом для таких выводов германского юриста послужили дословные формулировки нескольких фрагментов Свода Юстиниана, согласно которым покупателю, введенному в ходе переговоров в заблуждение относительно оборотоспособности объекта обязательства, предоставляется возможность взыскать с продавца убытки посредством иска из договора купли-продажи (actio empti).
Основанием ответственности продавца Р. Иеринг предлагает считать его вину, причем имеющую место именно в договорных отношениях, что в первую очередь подтверждается той процессуальной формой, в которой воплощается защита прав покупателя. Договорный характер иска о возмещении вреда, о котором говорится в источниках, не вызывает у Р. Иеринга никаких сомнений, поскольку, как он полагает, это «недвусмысленно выражено в двух фрагментах, а по отношению к actio in factum при продаже locus religiosus Ульпиан отмечает, что» этот иск как бы содержит в себе иск из купли; «для двух других фрагментов мы должны будем это допустить». Допуская возможность предъявления договорного иска для возмещения вреда, причиненного до получения договором юридической силы, Иеринг создает своего рода «парадокс договорной и одновременно с этим преддоговорной ответственности», преодоление которого будет выступать первостепенным вопросом для всех исследователей ответственности за culpa in contrahendo на протяжении как минимум последующих семидесяти лет.
Допустимость построения доктрины culpa in contrahendo с формальной привязкой к этим фрагментам источников римского права вызывает серьёзные сомнения, которые прежде всего связаны с низкой степенью достоверности передачи этих текстов. И хотя в европейской романистической науке временами высказываются мнения, будто бы тексты этих сочинений римских юристов дошли до нас в первозданном виде, мы сегодня можем утверждать, что каждый из названных Иерингом фрагментов подвергся кардинальной переработке при составлении Свода Юстиниана. Классическим римским юристам конструкция ответственности за culpa in contrahendo известна не была, и они признавали обязанность возмещения убытков, возникших при заключении недействительного договора, только в том случае, если в действиях одной из сторон можно было усмотреть умысел. Такая ответственность за dolus in contrahendo реализовывалась с помощью деликтных исков. Однако предъявление деликтного иска, actio doli, было сопряжено с определёнными негативными последствиями для ответчика не только имущественного, но и личностного характера, поскольку иск этот влек за собой бесчестье. Желая избежать инфамирующего действия actio doli, компиляторы замещали его в текстах источников другими средствами правовой защиты, к числу которых относились иски, основанные на фактах, и иски из договоров. С учётом этого нужно признать, что появление в тех фрагментах источников, на которые ссылается Иеринг, упоминаний о договорных средствах защиты нарушенного права является в известной мере случайным, и они не могут быть положены в основание столь грандиозной теории. Вывод Иеринга о том, что договорный иск из недействительного договора представлял собой привычное для римских юристов явление, вряд ли можно назвать обоснованным.
И во всяком случае нельзя согласиться с обоснованностью генерализации такой ответственности в римском праве, поскольку случаи, в которых источники права юстиниановского периода предоставляют договорные средства защиты при недействительности договора, в высокой степени специфичны, а потому правовое регулирование, пригодное для них, не может быть признано общим правилом римского права.
Невзирая на это, Иеринг со ссылкой на приведенные выше положения источников римского права предложил конструкцию иска о возмещении негативного интереса контрагента, основанного, несмотря на ничтожность договора, на договорной вине (culpa). Он указывал, что данный иск не может рассматриваться ни как частный случай применения actio legis Aquiliae, ни как частный случай actio doli — ординарных исков о возмещении вреда, потому как вина, выступающая основанием данного иска, находится в тесной связи с предшествующими заключению договора переговорами — причем не только внешне, но и внутренне, с юридической необходимостью, вследствие чего данную вину следует рассматривать как контрактную culpa. Хотя источники и называют договор ничтожным, это означает не полное отсутствие его юридических последствий, но лишь невозможность достижения цели договора, то есть его исполнения, что ни коим образом не отражается на возможности предъявления вытекающего из такого договора иска о возмещении вреда.
Настаивая на частичном действии ничтожного контракта, Иеринг указывает: то обстоятельство, что согласование условий договора не привело к появлению действительного контракта, «должно с необходимостью, казалось бы, указать нам на сферу внедоговорного причинения вреда, и в этом отношении… мы имели бы выбор, подчинить ли его [иск о возмещении вреда] actio de dolo или actio legis Aquiliae. В отношении обоих исков возникают очень серьёзные сомнения. Оба иска могут применяться с этой целью только в том случае, если не принимать во внимание фактор dolus, требуемый при actio doli, или специфический способ причинения вреда, необходимый при actio legis Aquiliae. При этом получился бы иск, который занимал бы промежуточное положение между двумя названными и заимствовал бы culpa [как форму вины] от последнего, а от первого — равнозначность форм причинения вреда, то есть, другими словами, правовое положение, согласно которому внедоговорная culpa сама по себе образует обязанность к возмещению вреда». Поскольку притязание, основанное на вине контрагента в переговорах, не может быть сведено ни к одному из названных исков из сферы внедоговорных отношений, «остается лишь… исследовать, не может ли оно, несмотря на ничтожность контракта, объясняться виной в договорных отношениях».
Таким образом, Иеринг старательно уклоняется от признания идеи генерального деликта, допускающей общую внедоговорную ответственность за всякую вину и предоставляющей потерпевшей стороне своего рода actio de culpa, как от не соответствующей тексту и смыслу источников права, к чему его подталкивают формулировки фрагментов Кодификации Юстиниана, которые связывают основанное на вине контрагента притязание с иском из конкретного договора или преторской actio in factum conceptae.
Эрих Шанце, анализируя образ мыслей и систему доказательств, нашедшие своё отражение в статье Рудольфа Иеринга, приходит к выводу, что тот должен был вписать задуманную им юридическую конструкцию в «архитектуру» признанной на тот момент системы права: «из lex Aquilia заимствуется элемент „culpa“; из ограничительно интерпретированной actio doli — возможность внедоговорной ответственности за причинение имущественного вреда, которая возможна обыкновенно при наличии culpa при заключенном договоре; соотнесение поведения с договором выполняет функцию наведения мостов между элементами». Против подобного понимания предложенной Р. Иерингом доктрины как mixtum compositum решительно выступает Бионг Йо Чое, который не желает ставить знак равенства между «методологически чистым» построением отдельных частей статьи в духе «Konstruktionsjurisprudenz» и содержанием сделанных автором выводов. Действительно, из рассуждений Р. Иеринга, хотя он и уделяет определённое внимание вопросу пригодности наличных средств правовой защиты к интересующей его проблеме, отнюдь не следует, что предлагаемое им решение должно непременно состоять из элементов существующей системы. Напротив, новаторская сущность его предложений и критическое отношение ко всем ранее высказанным мнениям, так или иначе затрагивающим данный вопрос, позволяют утверждать, что Р. Иеринг в большей степени склонен сам конструировать систему правовых институтов по своему усмотрению, хотя и не произвольно по отношению к текстам источников, чем видеть в «архитектуре действительности» (Шанце) нечто раз и навсегда оформившееся и не подлежащее дальнейшему пересмотру.
Анализируя использованную Р. Иерингом систему аргументации, следует обратить особое внимание на те соображения, которыми он руководствуется, решительно отвергая возможность конструирования и догматического обоснования ответственности, покоящейся на внедоговорных средствах защиты: «Ограничение обязательного действия culpa формой Аквилиевого, то есть явного, физического причинения вреда объекту внешнего мира… фактически представляет собой не положительное предписание римского права, а такое, которое основывается на природе вещей… О том, что за пределами этой формы имеются и другие случаи причинения вреда, им [римским юристам] ежедневно напоминала actio doli; и если они, несмотря на это, ограничивали в этих случаях обязанность возмещения вреда условием dolus, то это отчетливо демонстрирует, что они правильно понимали ту взаимозависимость, которая существует между culpa и ограниченной формой причинения вреда с одной стороны и неограниченной формой причинения вреда и dolus — с другой».
Можно согласиться с Окко Берендсом, полагающим, что действие actio de dolo Аквилия Галла, которая главным образом связана с ответственностью за активный обман, определяется как возмещение вреда, возникшего в преддоговорных отношениях в связи с обязанностью давать разъяснения, и представляет собой следствие из ответственности за доверие ex fide bona. Следовательно, сконструированная Р. Иерингом ответственность за culpa in contrahendo становится её противоположностью. Связь же возмещения вреда за culpa in contrahendo исключительно со сферой договорных отношений имеет, с одной стороны, обусловленность спорадическими предписаниями источников римского права, взятыми Р. Иерингом за основу для данной доктрины, а с другой стороны, — объясняется соображениями правовой политики, в соответствии с которыми гражданский оборот не должен быть чрезмерно стеснен имеющими обширную сферу применения нормами об ответственности во внедоговорных отношениях.
Настаивая на договорном характере ответственности за culpa in contrahendo, Р. Иеринг предлагает считать основанием такой ответственности недействительный договор. Создавая конструкцию договорного иска о возмещении вреда из недействительного или не достигшего окончательного оформления договора, немецкий юрист указывает, что договор этот, следуя внешнему общему ходу событий, должен казаться заключенным, а потому своим «ложным светом» вводить в доверие к себе противную сторону, что и служит в его глазах оправданием частичного действия такого договора, поскольку «тот, кто вступает в переговоры относительно заключения договора, выходит тем самым за пределы исключительно негативных обязанностей, присущих внедоговорным отношениям, и вступает в позитивный круг обязанностей контрактной сферы: из области одной лишь culpa in faciendo в область culpa in non faciendo, то есть в область позитивной diligentia».
В этом отношении Иеринг выделяет 3 основания недействительности сделки, которые позволяют вести речь об ответственности за culpa in contrahendo:
1. Неспособность субъекта (недееспособность);
2. Неспособность объекта (невозможность исполнения) ;
3. Недостоверность воли (отсутствие воли).

Случаи непосредственного причинения вреда охраняемым законом имущественным интересам Иеринг отдельно не рассматривает, подводя их под особый род имущественного ущерба, причиненного вследствие недостаточности исполнения обязательства. Учитывая редкость подобных случаев и применимость к ним положений деликтного права, немецкий ученый признается, что в его глазах они не представляют «особенного интереса».
Реакция юридической науки на предложенную Р. Иерингом концепцию договорной ответственности за допущенную при заключении договора вину не была однозначной. Не соглашаясь в большинстве случаев с догматическим обоснованием этой доктрины (хотя некоторые авторы, в частности Карл Адольф Вангеров, безоговорочно приняли как саму доктрину Р. Иеринга, так и её догматическое обоснование), представители германской пандектистики чаще всего уклонялись от её полного отвержения, что в первую очередь объяснялось необходимостью учёта требований гражданского оборота.
Между тем, ориентация на потребности оборота не была тем фактором, который позволил бы представителям науки пандектного права полностью отказаться от переноса выводов о доктринальных основаниях данной теории на её практическую применимость. Так, в частности, Фридрих Моммзен отмечал, что единственным, что, по его мнению, побудило Иеринга к созданию доктрины culpa in contrahendo, было «по существу то обстоятельство, что точка зрения, в соответствии с которой при заключении договора ответственность возникает только за dolus, показалась ему не соответствующей требованиям оборота и справедливости. Насколько же опасно на основании подобных эмоций… выводить общее правило, обнаруживается здесь очевиднейшим образом».
В целом пандектисты все же признают правомерность выводов Иеринга применительно к германскому правопорядку второй половины — конца XIX века, хотя многие из них стремятся предложить доктрине culpa in contrahendo иное обоснование.
Некоторые незначительные различия в догматическом обосновании ответственности за culpa in contrahendo не отразились, таким образом, на возможности формирования общего подхода к решению практико-казуистических вопросов, поскольку сторонниками диаметрально противоположных позиций относительно внутреннего обоснования такой ответственности предлагались сходные практические следствия, что в первую очередь было продиктовано нуждами гражданского оборота. Этим во многом предопределялись и выработка единой позиции судов Германской империи, и включение норм об ответственности за culpa in contrahendo в современное законодательство.
Высказанные пандектистами идеи о culpa in contrahendo были широко приняты правоприменительной практикой Германской империи. К 1887 г., когда увидел свет первый проект Германского гражданского уложения, состоялся ряд судебных решений, продемонстрировавших острую потребность оборота в регулировании ответственности за вину, допущенную при заключении договора. При этом ряд германских судов основывался на предложенной Иерингом доктрине culpa in contrahendo и признавал обязанность возмещения контрагенту вреда в объёме негативного интереса в случае, если договор признавался недействительным вследствие виновных действий другой стороны в процессе его заключения.
В частности, Верховный Суд Вольвенбюттеля (Obergericht zu Wolfenbüttel) в решении от 17 сентября 1867 г. со ссылкой на работы Р. Иеринга, Б. Виндшейда и К. А. Вангерова признал обязанность возмещения убытков, причиненных виновными, но не умышленными действиями стороны на стадии заключения договора, в размере «негативного интереса, то есть того, что истец имел бы, если бы он не имел в перспективе действительность договора». При этом суд особо отмечает следующее: «то обстоятельство, что подразумевавшийся сторонами договор, даже если он должен был быть заключенным, потерял силу вследствие отпадения условия, на которое он был завязан, не исключает договорного иска о возмещении вреда, понесенного одним из контрагентов в результате вины другого; более того, допустимость такого иска в случае недействительности или непрочности охватывавшегося намерениями сторон договора многократно признана и выражена в источниках».
Обязанность возмещения негативного интереса была впоследствии признана и Имперским Высшим Коммерческим Судом (Reichsoberhandelsgericht) в решении от 23 февраля 1875 г., в соответствии с которым приобретателю ничтожного векселя был предоставлен иск на основании culpa in contrahendo.
Практика Имперского Суда (Reichsgericht), сложившаяся до вступления в силу Германского гражданского уложения, не отличалась единством подходов к решению вопросов, связанных с ответственностью за culpa in contrahendo. В целом занимая позицию, соответствующую концепции Р. Иеринга, высший судебный орган Германской Империи тем не менее в некоторых ситуациях отказывался следовать идее субъективной вины и выводил объективную ответственность контрагента непосредственно из закона, что в первую очередь проявилось в оценке «случая с телеграфом», которая была дана в решении от 1891 г. Несмотря на то, что Имперский Суд в целом отрицал существование основанных на принципе добросовестности обязанностей стороны давать контрагенту необходимые разъяснения и сообщать обо всех обстоятельствах, которые способны повлиять на его решение о заключении договора, он между тем признавал ответственность стороны за несообщение об имевшихся на момент заключения договора недостатках вещи, а также ответственность банкира за понижение курсовой стоимости проданных им ценных бумаг, если между продавцом и покупателем существовали длительные деловые связи либо если данные банкиром рекомендации о приобретении ценных бумаг и заключение договора купли-продажи находились в неразрывном единстве.
Таким образом, практика германских судов, складывавшаяся в последней четверти XIX века, свидетельствовала об острой потребности гражданского оборота в институте ответственности за вину, допущенную стороной при заключении договора.
Однако и Мотивы к BGB, и сам первый проект уложения пошли по пути закрепления не общего правила, а «ответственности за неосторожность, допущенную при совершении сделки», известной «предыдущему законодательству» и представляющей собой безусловное «требование новейшей юриспруденции общего права к материальной справедливости», получившей ограниченное выражение. В частности, в Мотивах к BGB отмечалось, что ответственность вследствие culpa in contrahendo устанавливается не за то, что юридическая сделка не была заключена, но за передачу недостоверного волеизъявления. При этом «возмещению подлежат только те убытки, которые не возникли бы без передачи волеизъявления. Этот так называемый негативный интерес во многих случаях будет совпадать с интересом к надлежащему исполнению сделки, в других же не будет достигать последнего, однако по обстоятельствам дела может и превышать его размер. В последнем случае должно иметь место ограничение», поскольку при незаключении договора стороне не может причитаться больше, чем она бы вправе была требовать в случае неисполнения заключенной сделки.
Составители BGB не видели необходимости в том, чтобы придать ответственности за culpa in contrahendo характеристики договорной или деликтной. В Мотивах указывалось: «Вопрос о том, следует ли отвлеченно объяснять ответственность за culpa in contrahendo вмешательством в чужую правовую сферу и, следовательно, недозволенным действием либо нарушением договорной обязанности, является вопросом юридических конструкций, разрешение которого может быть передано науке». Между тем, из Мотивов явным образом следует, что комиссия по составлению BGB не желала рассматривать недействительный договор в качестве непосредственного основания иска о возмещении убытков, возникших в результате culpa in contrahendo. В комментарии к §§ 108—110 первого проекта BGB, в которых раскрывается понятие недействительной сделки, говорится, что недействительная сделка не обладает «желаемым правовым действием. Однако более детальное рассмотрение показывает, что и иные непреднамеренные правовые последствия, которые связываются с недействительной сделкой, порождаются не сделкой, а особым фактическим составом, коренящимся во внешних актах, — culpa in contrahendo».
Мотивы к BGB исходят из того, что институтом culpa in contrahendo охватываются исключительно ситуации ответственности за такую вину в переговорах о заключении договора, которая привела к его недействительности. Тем не менее, при составлении Мотивов было допущено терминологическое смешение двух категорий — «ответственность за недействительность договора» и «ответственность из действительного договора». По этой причине не сделанное указание об исходящей от сданного на хранение объекта опасности (впоследствии данное правило получило закрепление в помещенном в титул о хранении § 694 BGB) превратилось в частный случай culpa in contrahendo, а ответственность, предусмотренная впоследствии §§ 122, 179, 307 и 309 BGB, равно как и возмещение интереса, возникшего из-за невыполнения условий договора при злоумышленном несообщении о недостатках проданной или подаренной вещи (§ 463, 523 и 524 BGB) и в случае сдачи вещи на хранение, были признаны ответственностью за dolus или culpa in contrahendo (Михаэль Борер полагает, что данное обстоятельство объясняется тем, что единственным критерием ответственности за culpa in contrahendo, применявшимся комиссией по составлению BGB, были связанные с этой ответственностью правовые последствия — возмещение негативного интереса).
При этом для действительных договоров германская юриспруденция, как и пандектистика, считала вполне достаточным наличие договорных исков и не видела необходимости в самостоятельной оценке этих случаев с точки зрения наличия в действиях одной из сторон culpa in contrahendo. Проблема по-прежнему рассматривалась в духе выраженной Иерингом концепции, в рамках которой в фокусе исследования оказывались переговоры, венчавшиеся в конечном итоге объективированным «как внешний факт», однако недействительным договором (ответственность за culpa in contrahendo применительно к таким ситуациям устанавливалась §§ 122, 179, 307 и 309 BGB).
Итак, BGB восприняло доктрину culpa in contrahendo не как общий принцип ответственности за нарушение доверия контрагента на стадии переговоров, а как теорию ответственности за негативный интерес при недействительности договоров, разработанную пандектистикой и направленную на обеспечение защиты добросовестности лишь в определённых в законе случаях, что в первые годы действия Уложения способно было во многом удовлетворить потребности гражданского оборота. Первые предложения по усовершенствованию правового регулирования последствий преддоговорной вины и расширению числа случаев, на которые распространяется ответственность за culpa in contrahendo, были высказаны лишь спустя почти десятилетие после принятия BGB, однако в литературе поддержки не получили.
Правоприменительная практика, постепенно формирующаяся в течение первого десятилетия после вступления этого кодекса в силу, также свидетельствует как о стремлении судей рассматривать BGB как единственный и вполне совершенный источник права, так и о том, что содержащиеся в нём положения относительно ответственности за culpa in contrahendo вполне соответствуют потребностям гражданского оборота: на протяжении «декады законодательного позитивизма» состоялся ряд судебных решений, исходящих из дословного текста Уложения и основывающихся не на общем принципе diligentia in cntrahendo, предложенном Иерингом и закрепленном в Прусском Ландрехте, но на отдельных предписаниях закона ограничительного действия. Это, как казалось судьям, способствовало правильному пониманию института «culpa in contrahendo в BGB», вследствие чего между вступлением BGB в силу и началом «триумфального шествия» идеи ответственности за любую вину, допущенную в стадии заключения договора, прошло определённое время.
Одним из первых систематизацию случаев ответственности за нарушение принципа добросовестности на стадии переговоров, не приведшее к недействительности сделки, осуществил Франц Леонгард, который в 1910 г. представил на суд общественности свою концепцию вины при заключении договора согласно нормам BGB. Данная работа представляла собой повторение основных идей автора, высказанных им за двенадцать лет до этого в докторской диссертации, посвященной вопросам ответственности за заключение убыточного договора купли-продажи применительно к германскому праву докодификационного периода, однако на тот момент не получивших поддержки в доктрине. Теперь же, когда необходимость теоретического обобщения признанной судебной практикой ответственности стала очевидной, публикация результатов проведенного Ф. Леонгардом исследования подтолкнула юридическую общественность как к поиску доктринального основания такой ответственности, так и к детальной разработке её догматической конструкции.
Материально-правовое основание ответственности за вину при заключении договора, которая хотя и не повлияла на его действительность, но повлекла за собой причинение вреда одной из сторон в результате наличия в договоре явно невыгодных для неё условий, Ф. Леонгард дедуцирует непосредственно из принципа добросовестности и справедливости. Формальное основание иска о возмещении такого вреда автор видит в соответствующих нормах BGB, устанавливающих правовые последствия вины, допущенной стороной на стадии исполнения сделки, однако в данном случае применяемых по аналогии, то есть данные положения закона задействуются исключительно для конструирования конкретных способов реализации ответственности и непосредственно в качестве основания ответственности не рассматриваются.
К условиям ответственности контрагента за вину, допущенную при заключении действительного договора, автор относит: заключение действительной сделки; противоправные действия одной из сторон, нарушающие преддоговорные обязанности; вину контрагента. Кроме того, Ф. Леонгард подчеркивает, что на иск о возмещении вреда, причиненного виной в переговорах, распространяются те же правила, что предусмотрены для ординарного иска о возмещении убытков, вызванных ненадлежащим исполнением договора, что выглядит вполне логичным, поскольку преддоговорная ответственность конструируется автором при помощи аналогии закона. В частности, ответчик по такому иску обязан возместить вред, не только причиненный его личными действиями, но и возникший по вине его представителя или помощника. Кроме того, данный иск является альтернативным по отношению к искам о расторжении договора ввиду обнаружения существенных недостатков вещи и иску об уменьшении размера встречного предоставления (§§ 463, 538, 635), что исключает их одновременное предъявление, а наличие одинаковой вины обоих контрагентов должно приводить к отказу в удовлетворении заявленных требований. Леонгард не определяет объём возмещения вреда, причитающегося добросовестному контрагенту, однако можно предположить, что из полного уподобления преддоговорной ответственности ситуациям вины при исполнении договора с необходимостью следует, что контрагент, которому был причинен вред, может требовать возмещения позитивного интереса.
Закрепление в BGB ответственности за вину в переговорах только в строго определённых случаях не является, по мнению Ф. Леонгарда, препятствием на пути развития института преддоговорной ответственности. Его нисколько не смущает тот факт, что ответственность за вину при заключении договора не была изначально признана законодателем. По его мнению, не нужно придавать чрезмерного значения дословному тексту закона. «Закон, — пишет Леонгард, — никогда не может быть совершенным и никогда не станет совершенным. Наряду с теми положениями, которые закреплены в нём, существует множество важных неписаных правил. В любом законе есть пробелы, которые следует восполнять с помощью аналогии». Он подчеркивает, что данный взгляд отражает прописную истину, «но когда доходит до того, чтобы воплотить это в действительности, очень многие оказываются не в состоянии освободиться от буквы закона».
Значение концепции Ф. Леонгарда для дальнейшего развития учения о culpa in contrahendo большинством исследователей оценивается довольно высоко. По словам Рудольфа Нирка, «под воздействием опубликованной в 1910 г. работы Франца Леонгарда германская судебная практика в то же мгновение сумела признать ответственность за вину при заключении договора в случаях, когда возымел место действительный договор». Отмечая некоторую поверхностность сочинения Леонгарда и недостаточное внимание автора к исторической дискуссии, Эрих Шанце признает, что именно с этой работы началось современное развитие доктрины ответственности за вину в переговорах. По мнению Йозефа Эссера, благодаря вкладу Ф. Леонгарда были созданы необходимые предпосылки для признания ответственности за culpa in contrahendo как минимум в тех ситуациях, когда впоследствии был заключен действительный, но невыгодный для одной из сторон договор. До этого момента голоса сторонников ревизии в доктрине «оставались без внимания, покуда материал не стал настолько подавляющим, чтобы было принято предложение о содействии, обращенное к понятийно-аксиоматическим размышлениям». Вклад Леонгарда в развитие доктрины и практики подчеркивает Томаш Гьяро, сходного мнения придерживаются Альфредо Мордехай Рабелло, Карстен Никель и Вольфганг Кюппер.
Реакция правоприменительной практики на предложение Леонгарда не заставила себя ждать. Имперский суд Германии в своем решении от 26.04.1912 г., вошедшем в историю германской цивилистической доктрины как «Luisinlichtsfall», указал, что закрепленные в BGB положения об ответственности за culpa in contrahendo применимы только к отдельным случаям, в которых договор вследствие вины контрагента при его заключении признается недействительным, и предоставляют потерпевшему возможность взыскать возмещение ущерба в размере негативного договорного интереса. Вместе с тем, соглашаясь в данной ситуации с предложенной Иерингом идеей ответственности за culpa in contrahendo, суд вывел ответственность недобросовестно действовавшего контрагента напрямую из закона.
Суть дела, рассмотренного Имперским судом, сводилась к следующему. Истец передал ответчику право на реализацию различных изделий промышленного производства сроком на 10 лет. Ответчик принял на себя обязательство для осуществления продаж открыть и оборудовать отделы сбыта в крупных городах Германии. Между тем, в отношении одного из объектов, подлежащих сбыту в соответствии с данным договором, истец до заключения договора многократно предупреждался патентообладателем о том, что право реализации данного объекта может быть им утрачено. Судом первой инстанции было установлено, что именно данный товар представлял собой основной объект договора, однако, несмотря на это, истец не уведомил ответчика перед заключением договора о тех осложнениях, которые возникли в отношениях между ним и патентообладателем. После того как ответчиком были открыты предусмотренные договором отделы сбыта, патентообладатель парализовал деятельность ответчика по сбыту данного товара, в результате чего ответчику был причинен имущественный вред.
Имперский суд признает обязанность истца предоставить ответчику необходимую информацию, которая существовала ещё на момент заключения договора. Он указывает, что нарушение этой обязанности влечет за собой необходимость возмещения позитивного интереса. Вместе с тем, он особо подчеркивает, что данная ситуация не является частным случаем «вины при установлении правоотношения (culpa in contrahendo), охватывающей недействительные договоры». Суд указывает, что «применительно к обязанности возмещения вреда в случае исследуемой здесь вины при заключении юридически действительного договора… в BGB отсутствуют особые предписания, однако в данной ситуации отвергнуть ответственность также невозможно».
Для обоснования ответственности Имперский суд использует исторический аргумент, указывая со ссылкой на Леонгарда, что «партикулярное право, сохранявшее силу до введения в действие BGB, преобладающим образом одобряло ответственность и ту же позицию занимала сформировавшаяся под действием общего права… судебная практика». Суд считает возможным применить такой же подход и для рассматриваемого им дела, поскольку «юридическая обязанность давать разъяснения в спорных вопросах равным образом существует как до, так и после заключения договора. Приводящие к заключению договора переговоры и само заключение договора образуют неразрывное целое. Этим оправдывается предположение о том, чтобы причислить к договорным обязанностям те обязанности, которые имеют важное значение для переговоров… Принцип добросовестности, а также потребности здорового оборота требуют, чтобы сторона договора была не просто обязана открыть контрагенту обстоятельства, важные для его решения о заключении договора, но и чтобы она несла ответственность за виновное сокрытие таких фактов», состоящую в возмещении положительного договорного интереса.
Признание ответственности за culpa in contrahendo, не повлиявшую на действительность договора, получило своё окончательное закрепление в вышедшем в 1913 г. комментарии к BGB, изданном Имперским судом. В комментарии подчеркивалось, что такой подход всецело соответствует духу закона, поскольку он основывается на принципе добросовестности.
Выработанный способ защиты добросовестного контрагента, заключившего действительный, но невыгодный для него договор, предоставлял возможность частично удовлетворить потребности оборота, что в совокупности с реализацией предписаний BGB касательно ответственности за преддоговорную вину при недействительности договора давало весьма высокий результат. Вместе с тем, наличие множества ограничений в реализации деликтной ответственности повышало актуальность проблемы возмещения вреда, причиненного контрагенту в процессе предшествующих заключению договора переговоров, но без непосредственной связи с самим таким договором. Ответ правоприменительной практики также не заставил себя ждать.
Причинение вреда контрагенту вследствие нарушения физической целостности его имущества или организма на стадии преддоговорных отношений не могло быть в полной мере компенсировано в германском праве средствами деликтной ответственности, предусматривающими закрытый перечень механизмов возникновения ущерба и существенным образом ограничивающих ответственность за неосторожные действия. Настоятельная потребность в выработке соответствующего способа защиты потерпевшего не могла быть реализована путём расширения сферы действия деликтного права, поскольку это неминуемо повлекло бы за собой признание идеи генерального деликта, отвергнутой при составлении BGB, а потому правоприменительная практика поспешила связать возникновение ущерба с тем фактом, что потерпевший и причинитель вреда действовали в обстоятельствах, связанных с запланированным ими заключением договора, вследствие чего здесь можно было бы предположить наличие определённых преддоговорных обязанностей по обеспечению безопасности жизни, здоровья и имущества контрагента, которые в первую очередь следует распространить на профессионального участника оборота.
Начало подобной практике было положено решением Имперского суда от 7 декабря 1911 г., так называемым «делом о линолеуме» (Linoleumfall или Linoleumteppich-Urteil), в котором предшествующие заключению договора переговоры впервые были признаны основанием ответственности за culpa in contrahendo, хотя данное обстоятельство и не нашло своего прямого подтверждения в тексте решения. Фабула дела, рассмотренного Имперским судом, чрезвычайно проста: имея намерение приобрести рулон линолеума, истица в сопровождении работника магазина вошла в складское помещение, где ей должны были продемонстрировать полный ассортимент товаров. Вследствие неосторожности работника два рулона, которые он переставлял для того, чтобы добраться до интересующего истицу товара, внезапно упали на неё и причинили ей телесные повреждения. Таким образом, как указал Имперский суд, нарушение ответчиком своих преддоговорных обязанностей по обеспечению безопасности контрагента (а точнее — нарушение этих обязанностей работником, ответственность за вину которого § 278 BGB возлагает на работодателя) стало причиной вреда, состоящего в расходах на лечение, вызванных «нарушением физической целостности организма» истицы.
Суд указывает, что ответственность в этом случае основывается на «правоотношении, выполняющем подготовительную функцию применительно к купле» и имеющем «характер, аналогичный договорному». Между тем, данная квазидоговорная теория, которую выработал Имперский суд, позволяла видеть основания ответственности за culpa in contrahendo лишь в тех случаях, когда имелись однозначные доказательства намерения сторон заключить договор, то есть «близость результата» переговоров выступала непременным условием для того, чтобы ситуация в целом рассматривалась сквозь призму договорного права. В решении суда подчеркивалось, что «покупка ковра не состоялась, поскольку… вследствие падения истица была приведена в состояние слишком сильного волнения».
В полном соответствии с таким подходом Имперский суд в решении от 26 сентября 1912 г. по «делу о стенде» («Ständerfall») отказал в удовлетворении заявленных требований о возмещении вреда, вызванного тем, что во время нахождения истца в торговом помещении магазина на его голову обрушился фрагмент металлической конструкции с галереи второго этажа. В решении суда отмечается, что в данных обстоятельствах отсутствуют основания полагать, что между истцом и ответчиком возникло «подобное договору» правоотношение, наличие которого не может определяться исключительно входом в помещения магазина кого-либо, кто имел намерение заключить договор.
Основным достижением судебного решения по делу о линолеуме следует признать тот факт, что в нём впервые получила должное рассмотрение тема переговоров о заключении договора, что нашло должное отражение и в тексте описательно-мотивировочной части решения. Суд констатировал, что «из договорного или обязательственного правоотношения могут возникнуть обязанности по проявлению добросовестности и осмотрительности касательно жизни и собственности партнера, причем обязанности эти не имеют ничего общего с правовой природой данного правоотношения в узком смысле, но с необходимостью следуют из его фактического оформления». Данные обязанности не находят в решении дальнейшей конкретизации.
Пройдет немало времени, прежде чем Верховный Суд ФРГ признает, что профессиональный продавец несёт ответственность за culpa in contrahendo перед всяким, кто вступил на территорию магазина с целью заключения договора (такое мнение нашло своё отражение в решении от 26 сентября 1961 г. по «делу о шкурке банана» («Bananenschalen-Fall»)). Однако несомненно, что наиболее решительный шаг к признанию такого рода общей ответственности продавца был сделан именно в «деле о линолеуме», причём, с точки зрения чистой теории, понимание, заложенное в основу этого решения Имперского суда, было намного более последовательным, чем упрощённое представление о моменте начала преддоговорной фазы, с которым в угоду потребностей практики вынужден был согласиться Верховный Суд ФРГ. Такая позиция Имперского суда, предполагающая отказ от признания общей ответственности продавца перед всяким, кто переступил порог его магазина, не была случайностью: после «дела о линолеуме» этот подход был закреплен и в других решениях Имперского суда. Примечательно, что благодаря такому подходу правоприменительная практика зачастую конструировала различные ограничения ответственности: так, например, в решении от 02.07.1915 г. отмечалось, что ответственность трактирщика перед посетителем определяется тем, что он «принял его в своём ресторане». Однако такая ответственность исключается в случае, если посетитель мужского пола «получил повреждения на входе в дамскую уборную, где ему нечего было делать».
Оценивая значение «дела о линолеуме» в истории развития доктрины culpa in contrahendo, следует помнить, что именно в этом решении была впервые выражена мысль, что предшествующие заключению договора переговоры являются самостоятельным основанием ответственности, которая определяется нормами договорного права. Такое обоснование ответственности за вину при заключении договора не было известно не только предшествующей судебной практике — оно не встречалось ни в ALR, ни в работе Иеринга, ни в трудах пандектистов. Более того, представления о самостоятельной роли переговоров как основания для возникновения обязанностей по проявлению добросовестности и осмотрительности, а также ответственности за их неисполнение до опубликования данного судебного решения не встречались и в доктринальных работах по германской цивилистике, написанных в период действия BGB.
Именно признание того обстоятельства, что вступление в переговоры о заключении договора порождает определённые права и обязанности сторон, нарушение которых влечет за собой наступление преддоговорной ответственности, предоставляет доктрине и практике возможность поиска единого основания ответственности за всякую вину, допущенную на преддоговорном этапе, независимо от действительности заключенного впоследствии договора. Ответственность за вред, причиненный заключением невыгодного договора вследствие введения контрагента в заблуждение, впервые в судебной практике была признана разновидностью ответственности за culpa in contrahendo в решении Имперского суда от 08.06.1918 г. К началу 1920-х гг. судебной практикой по делам, связанным с возмещением вреда, причиненного на стадии заключения договора, было признано понятие culpa in contrahendo. Так, в 1920 г. появляются два решения Имперского суда, констатирующие применение принципа ответственности за culpa in contrahendo к отношениям, увенчавшимся действительным договором либо приведшим к тому, что в результате обоюдной вины сторон заключение сделки не состоялось. В обоих случаях размер ответственности определялся позитивным интересом. Применительно же к иным ситуациям, в которых речь шла об ответственности за недействительность сделки, Имперский суд впоследствии указывал, что установление здесь действия общего принципа в высокой степени спорно, «однако судебная практика и юридическая наука уже предприняли [его] распространение на сходные случаи».
Появление в 1923 г. работ Андреаса фон Тура и Генриха Штолля подтолкнуло правоприменительную практику к более решительному признанию переговоров непосредственным основанием ответственности. Уже 23.06.1926 г. Имперский суд признает, что обязанность давать разъяснения при заключении договора возникает из правоотношения, в основе которого лежат непосредственно сами переговоры, а 16 ноября того же года объявляет ответственность за culpa in contrahendo «признанным в правоприменительной практике правилом, согласно которому уже посредством переговоров» могут возникнуть обязанности, урегулированные договорным правом. В 1934 г. Имперский суд относит ответственность за culpa in contrahendo к числу всеобщих принципов, а в 1936 г. дает чрезвычайно общую трактовку вине в переговорах, указав на то, что она может не только затрагивать случаи неисполнения обязанностей по даче разъяснений, но и вызывать к жизни «иные последствия» — такие, например, как причинение вреда жизни, здоровью или имуществу контрагента. В связи с этим заключение договора — как действительного, так и недействительного — теряет всякое значение.
Благодаря сделанным доктриной в 1920-е — 1930-е гг. глобальным обобщениям основанных на culpa in contrahendo исков, институт culpa in contrahendo окончательно оформился как самостоятельное основание ответственности за имевшую место вину стороны в преддоговорных отношениях, причем он был распространен на все случаи независимо от действительности договора и предусмотрел возмещение не только негативного, но и позитивного интереса потерпевшей стороны. Однако вплоть до реформы обязательственного права 2001 г. общий принцип ответственности за culpa in contrahendo не был закреплен в тексте действующего законодательства. Лишь вступившая в силу с 1 января 2002 г. новая редакция BGB предусмотрела правило, согласно которому обязательственные правоотношения, имеющие характер договорных, возникают не только вследствие заключения договора, но и в результате вступления сторон в переговоры (§ 311 BGB). Ответственность за culpa in contrahendo закрепила за собой, таким образом, характер договорной.
На сегодняшний день типичными случаями culpa in contrahendo в германской цивилистической доктрине признаются:
I. Нарушение преддоговорных обязанностей безотносительно к заключению договора — причинение вреда жизни, здоровью или имуществу контрагента при переговорах о заключении договора.
II. Нарушение преддоговорных обязанностей, связанное с заключением договора
1. Приведшее к заключению недействительного договора:
* вследствие несоблюдения требований к форме,
* вследствие отсутствия одобрения, необходимого для вступления договора в силу (одобрения со стороны государственного или муниципального органа или должностного лица — применительно к определённой категории сделок, совершаемых государственными или муниципальными учреждениями и органами; одобрения сделки законным представителем — если сделка совершена неполностью дееспособным лицом; одобрения сделки представляемым — если сделка совершена неуполномоченным лицом),
* вследствие совершения сделки, нарушающей требования морали либо установленные законом запреты,
* вследствие применения недействительных общих условий заключения торговых сделок (AGB),
* вследствие скрытого разногласия сторон;
2. Не приведшее к заключению договора — в случае разрыва переговоров и отказа от заключения договора, когда стороны своим предшествующим поведением внушила добросовестному контрагенту уверенность в благоприятном завершении переговоров;
3. Приведшее к заключению действительного, но невыгодного для добросовестного контрагента договора.

### Преддоговорная ответственность в Швейцарии и Австрии
Под влиянием германского учения о culpa in contrahendo преддоговорная ответственность была признана в доктрине и практике Австрии и Швейцарии.
В Австрийском общем гражданском уложении 1811 г. (ABGB) не содержится общего принципа ответственности за вину, допущенную стороной при заключении договора. Как и в тексте BGB, существовавшем до реформы обязательственного права 2001 г., в нём имеются отдельные правовые предписания относительно некоторых случаев culpa in contrahendo. Обязанность возмещения вреда при недействительности сделки установлена, если договор был заключен вследствие ошибки (§ 871 ABGB), хитрости или боязни (§ 874 ABGB) или с неявной оговоркой (§ 869 ABGB) либо если недействительность сделки вызвана противоречием её содержания предписаниям закона или добрым нравам. Кроме того, согласно правилу, закрепленному в § 878 ABGB, изначальная невозможность исполнения влечет за собой недействительность договора. В 1916 г. данная правовая норма была дополнена положением, во многом повторявшим закрепленное в § 307 BGB в редакции до 2002 г., в соответствии с которым сторона, которая при заключении договора знала либо должна была знать об обстоятельствах, препятствующих надлежащему исполнению и, соответственно, действительности договора, обязана возместить другой стороне вред, возникший вследствие доверия к действительности сделки.
Предложение генерализации правовых предписаний, содержавшихся в этих и некоторых других, впоследствии исключенных из ABGB норм, касавшихся вопросов право- и дееспособности, впервые было высказано в 1911 г. Морисом Велльшпахером, указывавшим, что, следуя «смыслу закона», необходимо «рассматривать единичные случаи применения [конструкции culpa in contrahendo] (§ 878, 866, 248, 869 ABGB) как следствие всеобщей идеи, которая должна быть использована повсеместно, как минимум, там, где [действительный] договор не состоялся». Вскоре после выхода в свет статьи М. Велльшпахера и во многом с учётом поправок 1916 г., благодаря которым, помимо уточнения, внесенного в § 878 ABGB, текст кодекса был дополнен новым § 1313а, аналогичным по содержанию § 278 BGB и устанавливающим ответственность стороны по сделке за действия своего представителя или лица, на которого было возложено фактическое исполнение обязательства, австрийская наука и практика согласились с тем, что culpa in contrahendo представляет собой самостоятельный принцип договорной ответственности.
Влиянием идей Эрнст Рабель и Андреас фон Тур обычно объясняется признание доктрины culpa in contrahendo в Швейцарии, произошедшее в период действия Части 5 Гражданского кодекса Швейцарии (Zivilgesetzbuch, ZGB) «Обязательственное право» (Obligationenrecht, OR) от 30 марта 1911 г., вступившего в силу с 1 января 1912 г., тогда как непосредственное правовое регулирование в этом законе в лучшем случае нашли лишь отдельные ситуации, в которых можно вести речь об ответственности за culpa in contrahendo при недействительности сделки, к числу которых обычно относят влияние ошибки на действительность договора (ст. 26 OR), заключение договора под влиянием обмана или заблуждения (ст. 36 OR), заключение сделки неуправомоченным лицом (ст. 39 OR) и др. Следует особо подчеркнуть, что ни в этих нормах, ни в правовых предписаниях, посвященных последствиям изначальной (ст. 20 OR) или впоследствии возникшей (97, 119 OR) невозможности надлежащего исполнения сделки не содержится отдельных положений, которые предусматривали бы собственно правовые последствия вины одной из сторон при заключении договора, а не выступали бы основанием признания сделки недействительной. Не содержится в Швейцарском законе об обязательственном праве и нормы, аналогичной § 307 BGB в редакции до 2002 г. или § 878 ABGB в редакции 1916 г.
Несмотря на это, применительно к ответственности за вину в переговорах, приведшую к заключению недействительного договора, Федеральный суд Швейцарии с 1932 г. занял позицию, подготовленную концепцией Р. Иеринга и развитую наукой и практикой Германии. Начиная с решения Федерального суда от 6 июня 1951 г. можно было констатировать отсутствие сколько-нибудь существенных различий в подходах швейцарской и германской практики к ответственности за culpa in contrahendo при недействительности сделки, что в первую очередь объяснялось действием принципа разумности, добросовестности и справедливости. В числе случаев, влекущих за собой ответственность за вину в переговорах, швейцарские суды называли: 1) ведение переговоров и заключение договора представителем, не обладавшим достаточными полномочиями, 2) изначальную невозможность исполнения сделки, 3) несогласованность воль участников правоотношения, вызванную такой формой волеизъявления, которая по вине контрагента допускала двоякое толкование.
Австрийская и швейцарская догматика, а также правоприменительная практика этих стран признают необоснованное прекращение переговоров частным случаем ответственности за culpa in contrahendo вследствие недействительности или незаключения сделки. Речь здесь, как и в Германии, идет только о тех ситуациях, когда уверенность в предстоящем заключении договора, вызванная у одного из контрагентов действиями другого, побудила его к расходам в связи с планируемой сделкой, причем ответственность недобросовестно действовавшей стороны продуцируется из обычаев делового оборота или непосредственно из принципа добросовестности.

### Преддоговорная ответственность в Нидерландах
ГК Нидерландов не содержит положений о преддоговорной ответственности, однако принцип преддоговорной ответственности широко поддерживается судебной практикой и правовой доктриной Нидерландов. В Нидерландах существует система судебных решений, условно делящих переговорный процесс сторон на стадии, причём на первоначальных стадиях от ведения переговоров можно отказаться без негативных последствий для отказавшейся стороны, на более поздних стадиях ведения переговоров необоснованный отказ от ведения переговоров повлечёт обязанность компенсировать ущерб. Впервые в Нидерландах доктрина преддоговорной ответственности была применена Верховным Судом Нидерландов по делу о строительстве бассейна. После того, как частный подрядчик сделал предварительную работу, муниципалитет отказался заключать с ним договор. Подрядчик обратился в суд и Верховный Суд Нидерландов признал за ним право на компенсацию..

### Преддоговорная ответственность во Франции
Гражданский кодекс Наполеона не содержит положений о преддоговорной ответственности. В то же время преддоговорная ответственность широко поддерживается судебной практикой и является действующим институтом французского права. Во Франции неоднократно поднимался вопрос необходимости включения положений о преддоговорной ответственности в ГК Наполеона, однако, эти проекты не были реализованы.